# Bernac (Charente)
Bernac é uma comuna francesa na região administrativa da Nova Aquitânia, no departamento de Charente. Estende-se por uma área de 8,46 km². Em 2010 a comuna tinha 493 habitantes (densidade: 58,3 hab./km²).